# Andrew William Mellon

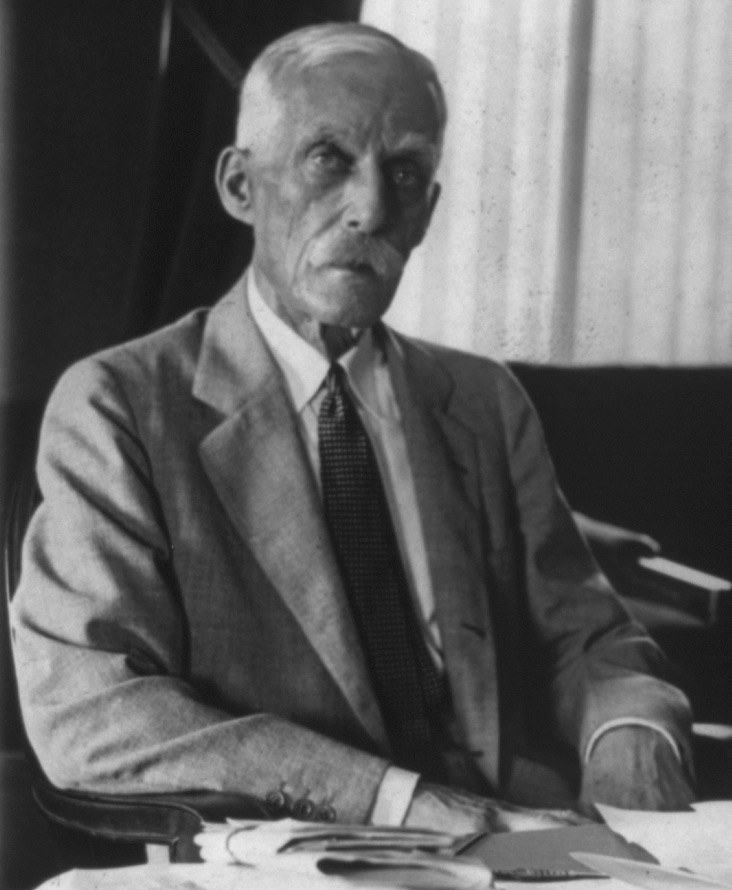
Andrew W. Mellon

Andrew William Mellon, (24 de març, 1855, Pittsburgh - 26 d'agost, 1937, Southampton) va ser un banquer nord-americà.
Andrew es va unir al grup bancari del seu pare el 1874 i durant les següents tres dècades, va desenvolupar un imperi financer abastint de capital a corporacions en indústries com les de l'alumini, l'acer i el petroli.
Va ajudar a fundar la Aluminum Company of America (Alcoa) i la Gulf Oil Corporation, ajuntant esforços amb Henry Clay Frick per a instituir la Union Steel Company i la Union Trust Company. A principis dels anys 20, es va convertir en un dels homes més rics als Estats Units. Com a secretari d'Hisenda (1921–1932), Mellon va persuadir al Congrés de baixar els impostos amb la finalitat d'estimular l'expansió de negocis. Va ser elogiat pel desenvolupament econòmic dels anys 20, però criticat durant la Gran Depressió. Un notable col·leccionista i filantrop, va donar una extensa col·lecció d'art i 15 milions de dolars per a constituir la Galeria Nacional d'Art de Washington.